# Xanthopimpla pedator
Xanthopimpla pedator (лат.) — вид перепончатокрылых наездников-ихневмонид рода Xanthopimpla из подсемейства Pimplinae (Pimplini, Ichneumonidae).

## Распространение
Юго-Восточная Азия. Бангладеш, Вьетнам, Пакистан, Китай, Индия, Мьянма, Малайзия, Сингапур, Индонезия, Филиппины, Тайвань и Япония.

## Описание
Среднего размера перепончатокрылые насекомые. Основная окраска жёлтая с небольшими чёрными пятнами. Скутеллюм конический; 3-5-й тергиты брюшка густо и грубо пунктированы; самка без чёрных пятен на 6-м тергите; ножны яйцеклада в 1,05–1,25 раза больше задней голени. Паразитирует на гусеницах и куколках бабочек (Lepidoptera), в том числе на Lymantriidae.
Вид был впервые описан 1775 году Иоганном Христианом Фабрицием под названием Ichneumon pedator Fabricius, 1775, а валидный статус таксона подтверждён в ходе ревизии, проведённой в 2011 году энтомологами из Вьетнама (Nhi Thi Pham; Institute of Ecology and Biological Resources, 18 Hoang Quoc Viet, Ханой, Вьетнам), Великобритании (Gavin R. Broad; Department of Entomology, Natural History Museum, Лондон, Великобритания), Японии (Rikio Matsumoto; Osaka Museum of Natural History, Осака, Япония) и Германии (Wolfgang J. Wägele; Zoological Reasearch Museum Alexander Koenig, Бонн, Германия).